# Mesochelidura bolivari
Mesochelidura bolivari ist eine wenig erforschte Art der Ohrwürmer und in Spanien und Nordostportugal beheimatet.

## Merkmale
Die Körperlänge beträgt mit Zange 12–17 mm. Das äußere Erscheinungsbild ähnelt Chelidura-Arten, wie beispielsweise Chelidura aptera oder Chelidura pyrenaica. Der Kopf ist rotorange, die Antennen und Beine gelbbraun. Der Körper inklusive Zange ist dunkel rötlichbraun bis gelbbraun. Der Kopf ist länger als breit, postfrontale und coronale Nähte sind vorhanden, aber undeutlich. Die Augen sind klein und kürzer als die Länge des Kopfes hinter ihnen. Das Pronotum ist transvers (querlaufend), der Vorderrand gestutzt. Die Seitenränder sind mehr oder weniger gerade und erweitern sich posterior. Der Hinterrand ist gerade, die Hinterecken sind abgerundet. Die mittlere Längsfurche ist deutlich. Die Elytren sind vom Chelidura-Typ, das heißt, sie bilden Schüppchen, die an der Spitze abgerundet sind, und keine vollständigen Elytren. Vergleichbare Elytren finden sich auch bei Chelidurella und Chelidura, nicht jedoch bei Pseudochelidura. Das Abdomen verbreitert sich zum letzten Segment hin, die seitlichen Drüsenfalten auf den Tergiten 3–4 sind undeutlich. Das letzte Tergit ist transvers, sehr breit und besitzt medial eine große Vertiefung nahe dem Hinterrand. Zudem befinden sich hier zwei seitliche Vorsprünge am Hinterrand.

## Ähnliche Arten
Durch die geographische Isolation gibt es im Verbreitungsgebiet keine Verwechslungsarten. Lediglich die sehr ähnliche Art Mesochelidura occidentalis kann auf portugiesischer Seite des Iberischen Scheidegebirges möglicherweise sympatrisch vorkommen. Bei M. occidentalis ist das Pronotum stärker quer rechteckig und das Epiprokt ist von oben deutlicher erkennbar. Die Cerci sind in normaler Haltung stärker gespreizt und der innere Zahn an der Basis der Zangen ist größer. Auch das Pygidium bietet Unterscheidungsmöglichkeiten. Von Pseudochelidura unterscheiden sich die adulten Tiere durch die Form der Elytren. Die Chelidura-Arten besitzen keinen Zahn an der Basis der Zangen und leben geographisch getrennt.

## Verbreitung
Die meisten Vorkommen der Art liegen im Iberischen Scheidegebirge und hier vor allem im Osten, besonders in der Sierra de Guadarrama. Darüber hinaus gibt es Vorkommen in der Sierra de Cebollera in La Rioja und im Parque Natural del Moncayo, die deutlich weiter nordöstlich liegt sowie Vorkommen im Nordwesten Spaniens und Nordosten Portugals, hier beispielsweise bekannt aus dem Südosten der Provinz Lugo in Galicien oder südlich von Bragança (Portugal). Alle Vorkommen befinden sich jedoch in Gebirgen, während die ähnliche Art Mesochelidura occidentalis vom Flachland bis ins Gebirge vorkommen kann.

## Taxonomie
Die Art wurde 1878 von A. D. Dubrony als Chelidura bolivari erstbeschrieben. Die Art wurde 1902 von Karl Wilhelm Verhoeff in die Gattung Mesochelidura gestellt, später von Henrik Steinmann wieder in die Gattung Chelidura zurückgegliedert und später schließlich wieder in die eigenständige Gattung Mesochelidura gestellt. Es handelt sich um die Typusart der Gattung Mesochelidura.